# Столбова, Галина Сергеевна
Гали́на Серге́евна Столбо́ва (29 августа 1908, Глазов, Вятская губерния — 24 июля 1996, Санкт-Петербург) — советский скульптор по фарфору. Работая скульптором на Ленинградском фарфором заводе, создала серию фарфоровых статуэток «Счастливое детство».

## Биография

Фигурка «Мальчик с собакой» из серии «Счастливое детство»

Галина Столбова родилась в городе Глазове Вятской губернии 29 августа 1908 года (по другим сведениям 30 июня 1907 года). Её отец Сергей Яковлевич в то время являлся студентом экономического отделения Петроградского института, а мать Анна Александровна была земским врачом. В 1917 году Галина поступила в Коммерческое училище в Вятке, где руководителем её класса стал её отец Сергей Яковлевич. В 1918 году училище было преобразовано в Советскую трудовую школу 1-й и 2-й ступени имени М. Е. Салтыкова-Щедрина, в 1921 году её переименовали в Опытную школу при Вятском промышленно-художественном техникуме, а в 1925 году она стала Первой опытной школой-семилеткой при промышленно-экономическом техникуме. Среди школьных преподавателей Галины был её однофамилец, известный вятский художник Алексей Столбов. Именно он повлиял на желание Галины реализовать себя в творчестве.
В 1925 году Галина Столбова окончила кооперативное отделение Вятского промышленно-экономического техникума. В 1927 году поехала в Ленинград и поступила в студию Ассоциации художников революционной России. Через 2 года поступила на скульптурное отделение Академии художеств. Там среди преподавателей Галины Столбовой были А. Т. Матвеев и В. А. Синайский. В 1937 году она окончила Академию (дипломная работа «Испанская девушка-боец»). Работала по договору с Ленизо. Выполнила скульптуру «Первоклассница», совместно с мужем В. Ф. Богатырёвым работала над рельефом Пушкина.
После начала Великой Отечественной войны Галина Столбова переехала из Ленинграда в Алма-Ату. Вступила в Союз советских художников Казахстана. В 1943 году приняла участие в выставке «Великая Отечественная война». В 1944 году уехала на родину, в Киров. Там она вступила в Союз советских художников Кирова. Принимала участие в отчётных выставках в 1945 и 1946 годах.
В 1946 году Галина Столбова вернулась в Ленинград, где вступила в члены скульптурной секции местного Союза советских художников. В 1949 году она пошла работать на Ленинградский фарфоровый завод им. Ломоносова (ЛФЗ), и проработала там до 1964 года.
Одной из первых работ Галины Столбовой на ЛФЗ была скульптурная группа «Спасибо товарищу Сталину за наше счастливое детство». Эта скульптура была разработана на ЛФЗ ещё до войны, на ней вождь был изображён в окружении двух мальчиков и девочки. Поскольку у Сталина тоже было двое сыновей и дочь, чтобы избежать двусмысленности, было решено изъять из композиции одного из мальчиков. Этой работой занялась Галина Столбова вместе с мужем Владимиром Богатырёвым. В результате скульптура была лишь незначительно изменена: был убран мальчик в центре, а композиция оказалась развёрнута зеркально. В таком виде скульптура пошла в тираж.
Затем Галина Столбова начала работать на ЛФЗ над серией фигурок на тему «Счастливое детство»:  «В первый класс», «Лыжник», «Лыжница», «Девочка с венком», «Мальчик с собакой», «Пионерка с голубями» и другие. Эти фигурки оказались очень востребованными в послевоенное время и достаточно долго тиражировались заводом.
Среди работ Галины Столбовой две миниатюры «Девушка, расписывающая блюдо» (1963), «Шьющая девушка» (фарфор, экспонировалась в 1965 году), «Материнство» (шамот, 1976) и другие. Её скульптуры расписывали художники Е. Н. Лупанова, Л. К. Блак, В. А. Юсипенко и К. Л. Косенкова.
Галина Столбова принимала участие в ленинградских и всесоюзных художественных выставках. Её работы отправлялись с завода на международные выставки в Китае, Греции, Бельгии, Италии, Нидерландах и других странах.
Работы Галины Столбовой находятся в собраниях Государственного Русского музея, Всероссийского музея декоративного искусства, Музея керамики в Кусково, музея Императорского фарфорового завода, Елагиноостровского дворца-музея, Вятского художественного музея и других музеев.

## Семья
- Муж — Владимир Фёдорович Богатырёв (1903—1990) — скульптор[5]
- Дочь — Ирина Владимировна Богатырёва (род. 1940) — скульптор[12]

## Награды
- Медаль «В память 250-летия Ленинграда» (1957)[13]

## Адреса
В Кирове семья Столбовых жила по адресу: ул. Ленина, дом 19, кв. 29. В Ленинграде жила вместе с мужем и дочерью по адресу: Биржевой пер., дом 1/2, кв. 14.